# Goniada paucignatha
Goniada paucignatha är en ringmaskart som beskrevs av Hartmann-Schröder 1959. Goniada paucignatha ingår i släktet Goniada och familjen Goniadidae. Inga underarter finns listade i Catalogue of Life.